# Ayatollah!
«Ayatollah!» (también «Ayatolah!») es una canción del grupo español Siniestro Total. Es uno de los temas más conocidos del grupo y, según Julián Hernández, una de las canciones de Siniestro Total con más repercusión. Apareció por primera vez en el primer trabajo de Siniestro Total, el EP Ayudando a los enfermos (DRO, 1982), y fue regrabado para el primer trabajo de larga duración del grupo, ¿Cuándo se come aquí? (DRO, 1982).

## Composición y grabación
«Ayatollah!» fue una de las primeras canciones del repertorio de Siniestro Total. En el otoño de 1981, cuando el grupo ya había tenido el mítico accidente con el Renault 12 en el puerto de Vigo que daría origen a su nombre y habían conocido a Germán Coppini, Antón Reixa les consiguió la oportunidad de tocar en un concierto colectivo que tendría lugar en las navidades en el colegio de los salesianos de Vigo. En ese momento, apenas tenían una maqueta con «Las tetas de mi novia» y «Matar jipis en las Cíes». Julián Hernández, que se encontraba en Madrid, le comentó por teléfono a Miguel Costas que había compuesto una canción titulada «Ayatolah!». Según Julián Hernández fue "cuando echaron al Sha de Persia y empezó a salir Jomeini en la televisión" cuando creó la canción. Junto con otras canciones que fueron componiendo durante las semanas que quedaban, esta fue una de las que tocaron en el concierto, el 27 de diciembre de 1981, con Germán Coppini como cantante:

El Festival se celebró en el Salón de Actos del Colegio de los Salesianos. Los curas se quedaron aterrados y dijeron que no querían volver a saber nada de gente como nosotros. Imagínate, nosotros cantando Gusanos en tu alcoba, Las tetas de mi novia y Ayatolah! no me toques la pirola, y ellos alucinando.

Antón Reixa les presentó en el concierto con la introducción «¡Hey!, directamente llegados de Irán: música celta, esquizorock..., ¡Siniestro Total!», referenciando inequívocamente a «Ayatollah!».
Antes de que terminaran las vacaciones de Navidad, Siniestro Total grabó una maqueta de doce canciones, incluyendo «Ayatollah!». A finales de enero, Julián Hernández le dio la cinta al periodista musical de Radio 3 Jesús Ordovás, que tenía en la emisora de Radio Nacional de España un programa llamado Esto no es Hawaii. Poco a poco, Ordovás fue programando las canciones del disco, comenzando por las "menos conflictivas". El programa confeccionaba una lista, 333, votada por los propios oyentes. «Ayatolah!» se alzó al número uno rápidamente.
Gracias al éxito en Radio 3, Siniestro Total pudo grabar su primer trabajo, con el entonces recién nacido sello Discos Radiactivos Organizados (DRO), de Servando Carballar. El EP Ayudando a los enfermos (que tenía la referencia 006 de DRO) incluyó cuatro canciones. Además de «Ayatollah!», lo formaban «Purdey», «Matar jipis en las Cíes» y «Mario (encima del armario)». Aunque se afirmó que las canciones se habían grabado en directo en un inexistente Club Botafumeiro de Vigo, la grabación la llevó a cabo el propio Julián Hernández en su casa con "un cuatro pistas Tascam que [le] regalaron [sus] padres". Oficialmente, el disco aparece como grabado en Baterías Taponadas, que es el nombre que le dio Hernández a su estudio de grabación, con el que publicó varios trabajos de otros artistas en los ochenta.

Una nueva versión, la novena según Siniestro Total, fue presentada como «Ayatollah nº9» e incluida como cara B del sencillo «Si yo canto» (DRO, 1984), uno de los correspondientes a Menos mal que nos queda Portugal (DRO, 1984). Esta versión fue grabada como crítica a German Coppini por abandonar la banda por los Golpes Bajos;[cita requerida] y a su vez está basada en la famosa canción de los Beatles, «Revolution Number 9». Esta versión fue grabada junto con el resto de temas del álbum y apareció como bonus track, en la reedición en CD de dicho álbum publicada en 2002.

## Temática
«Ayatollah!» ha sido descrita como una "parodia" del fundamentalismo islámico. Incluye referencias tanto al mundo musulmán (con menciones a algunos de los castigos más crueles de la sharia, como el corte de manos) como específicamente a Irán (mencionando al ayatolá, en referencia a Jomeini, el sah o el frente de Irak). El estribillo, «Ayatollah, no me toques la pirola», hace alusión al órgano sexual masculino (en gallego, "pirola" es un sinónimo de "pene").
Julián Hernández explica así el significado de la canción:

«Ayatolah!» [era] una especie de versión de «Zapatos de gamuza azul» [Blue Suede Shoes] en plan Dead Kennedys: «Puedes hacerme lo que quieras, pero no me toques la pirola», o sea, una versión nuestra de Puedes hacerme lo que quieras, pero no me pises los zapatos de gamuza azul.

Por su parte, el periodista musical Jesús Ordovás ha calificado «Ayatollah!» como una "canción total", con todos los ingredientes para convertirse en "un clásico", "un himno del punk".

## «Ayatollah!» en otros trabajos de Siniestro Total
Además de formar parte de Ayudando a los enfermos y ¿Cuándo se come aquí? (en diferentes versiones), «Ayatollah!» apareció como cara B del sencillo Si yo canto (DRO, 1985), en una nueva versión, «Ayatollah nº9», y como bonus track de la reedición de 2002 del siguiente trabajo de Siniestro Total, Menos mal que nos queda Portugal (DRO, 1984). También en recopilatorio ¿Quiénes somos? ¿De dónde venimos? ¿A dónde vamos? (DRO Loquilandia, 2002), concretamente en el volumen II, ¿De dónde venimos? (versión de Ayudando a los enfermos).
Asimismo aparece en varios de los álbumes en directo del grupo:
- Ante todo mucha calma (BMG-Ariola, 1992);
- Así empiezan las peleas (Virgin, 1997);
- Que parezca un accidente (Sony BMG / Loquilandia, 2008). Este trabajo era un doble CD con DVD. El doble CD recogió el concierto que Siniestro Total dio, con motivo del 25 aniversario de su primer concierto, en el mismo lugar y el mismo día: el 27 de diciembre de 2006 en el colegio de los salesianos de Vigo. «Ayatollah!» apareció en el segundo CD. El DVD, realizado por Mikel Clemente incluía material inédito de toda la trayectoria del grupo. Incluía algunas canciones de un concierto dado en el club de discos de Siniestro Total, entre las que se encontraba también «Ayatollah!».[16]

Igualmente aparece en el recopilatorio publicado por DRO en 1992, Trabajar para el enemigo y en Gato por liebre, el recopilatorio de todas las versiones que Siniestro había hecho durante su etapa con DRO publicado por esta discográfica en 1997.